# Anoplosiagum antennale
Anoplosiagum antennale är en skalbaggsart som beskrevs av Moser 1921. Anoplosiagum antennale ingår i släktet Anoplosiagum och familjen Melolonthidae. Inga underarter finns listade i Catalogue of Life.